# Habikino

Habikino (羽曳野市 Habikino-shi?) este un municipiu din Japonia, prefectura Osaka.